# Sălătrucu
Sălătrucu è un comune della Romania di 2 220 abitanti, ubicato nel distretto di Argeș, nella regione storica della Muntenia.
Il comune è formato dall'unione di 4 villaggi: Bocănița, Sălătrucu de Jos, Sălătrucu de Sus, Văleni.